# Jardines de Salustio

Gálata Ludovisi, actualmente en el Palacio Altemps.

Los jardines de Salustio (latín: Horti Sallustiani) fueron unos jardines romanos cultivados por el historiador romano Cayo Salustio en el siglo I a. C. utilizando la riqueza que obtuvo durante su cargo como gobernador de la provincia de Africa Nova, la recién conquistada Numidia. Los jardines ocuparon una gran extensión al noroeste de Roma, en la que sería la Región VI, entre las colinas de Pincio y Quirinal, cerca de la Via Salaria y luego Porta Salaria. Los jardines fueron adquiridos por Tiberio y conservados durante muchos siglos por los emperadores romanos como servicio público. Hoy en día, este rione es conocido como Sallustiano.

## Descripción
Los jardines poseían varios pabellones, un templo a Venus y esculturas monumentales. Entre las piezas que se encontraron en los jardines se incluyen:
- El Obelisco Salustiano, una copia romana de un obelisco egipcio que ahora se encuentra frente a la iglesia Trinità dei Monti en la Piazza di Spagna subiendo la escalinata.
- El Vaso Borghese, descubierto allí en el siglo XVI.
- Las esculturas conocidas como el Gálata moribundo y el Galo matándose y a su esposa.
- El Trono Ludovisi, hallado en 1887, y el Trono de Boston, hallado en 1894.

Los jardines fueron adquiridos por Tiberio y conservados durante muchos siglos por los emperadores romanos como servicio público. El Emperador Nerva murió de una fiebre en una villa situada en los jardines en el año 98. Según Procopio, continuaron siendo un lugar de descanso imperial hasta ser saqueados por los godos en 410. 
A comienzos del siglo XVII, el Cardenal Ludovico Ludovisi, sobrino del Papa Gregorio XV, adquirió el lugar y construyó la Villa Ludovisi; durante los trabajos en el lugar, se redescubrieron muchas esculturas romanas importantes. Luego de la disolución de la Villa Ludovisi después de 1894, a mayor parte del área ocupada por los jardines fue dividida en parcelas que fueron edificadas, mientras que Roma crecía como capital del país tras su unificación de Italia.

## Galería de esculturas encontradas allí

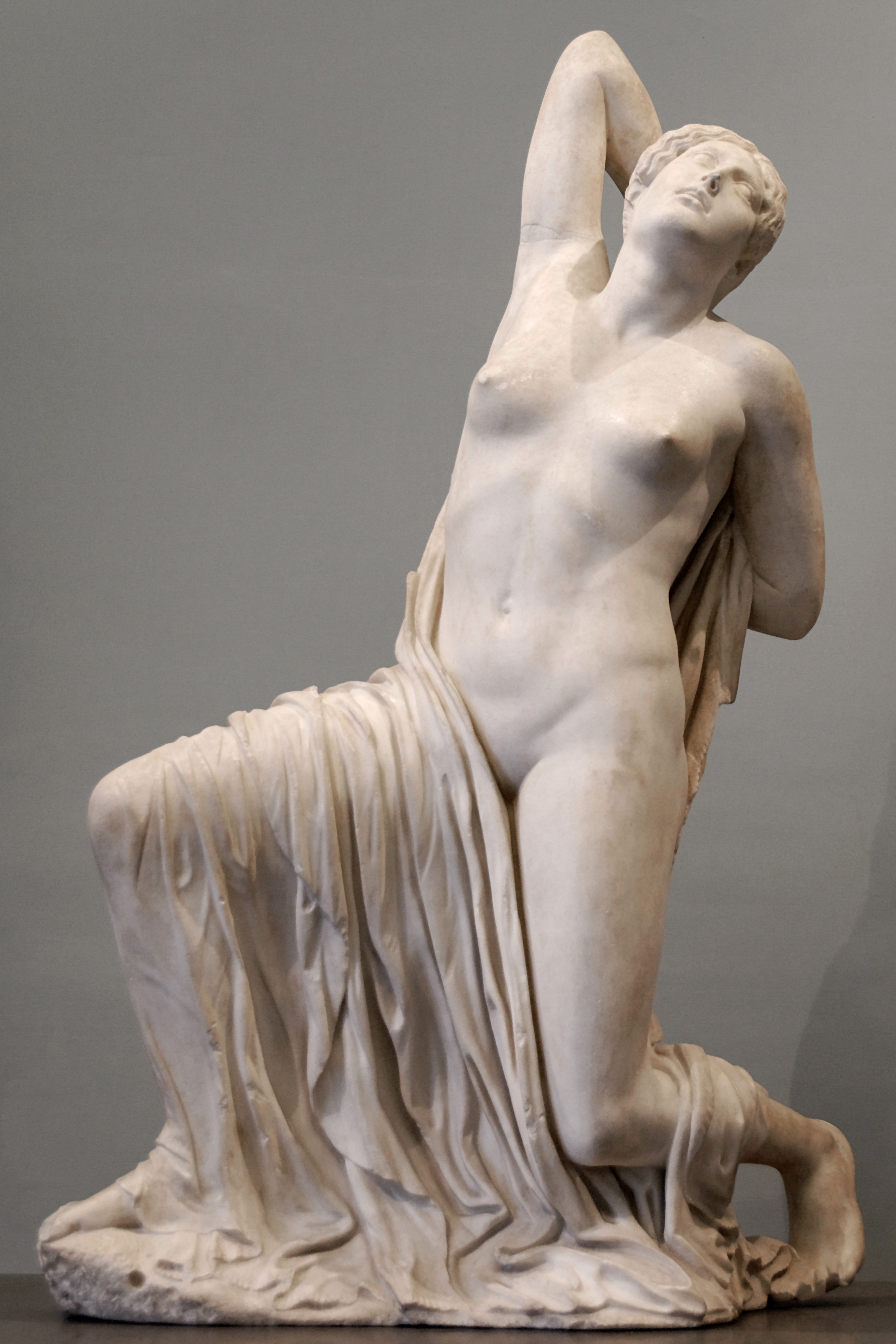
Nióbide herida, parte del grupo descubierto en 1873 (Museo Nazionale Romano).
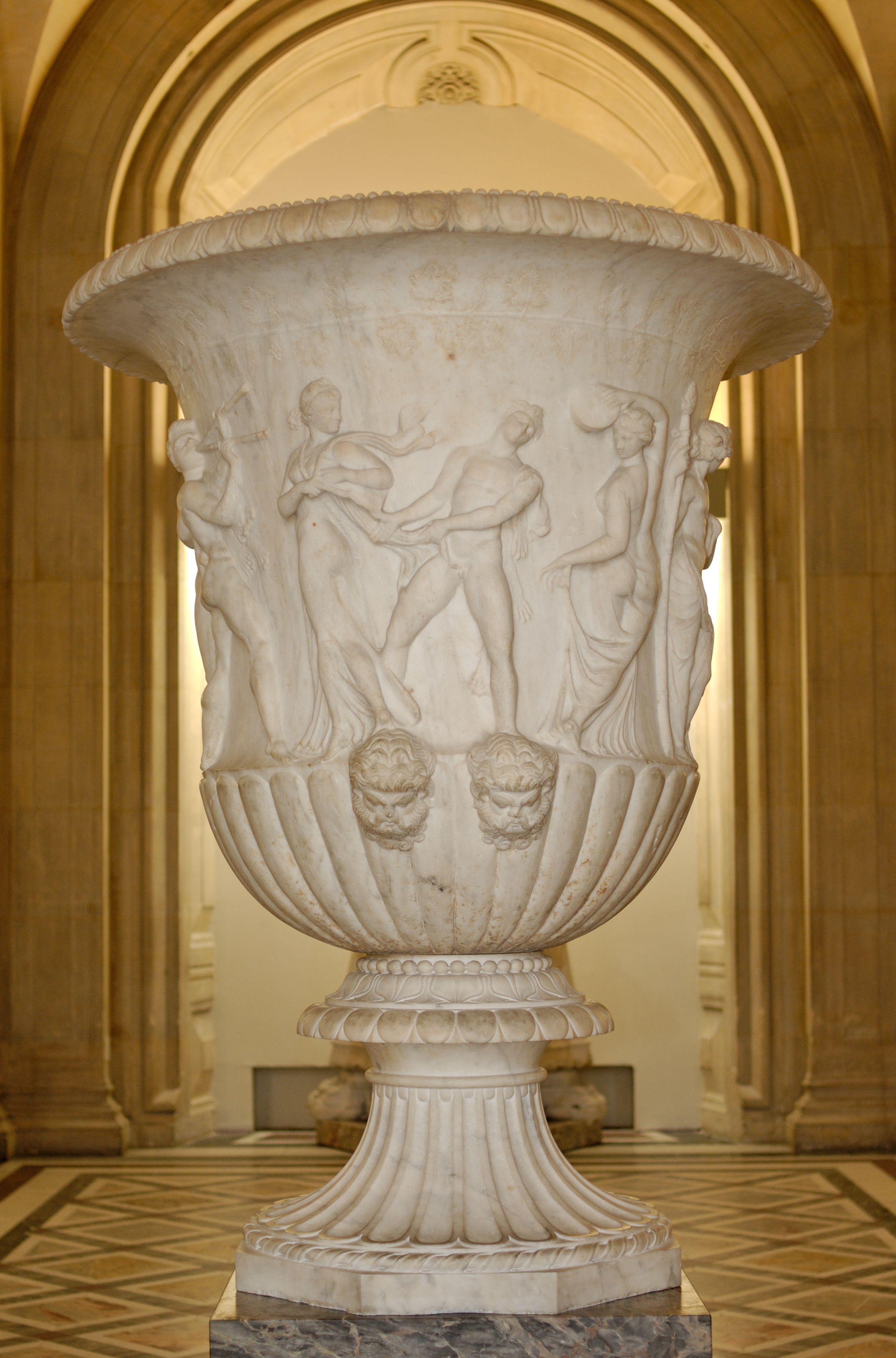
Vaso Borghese.
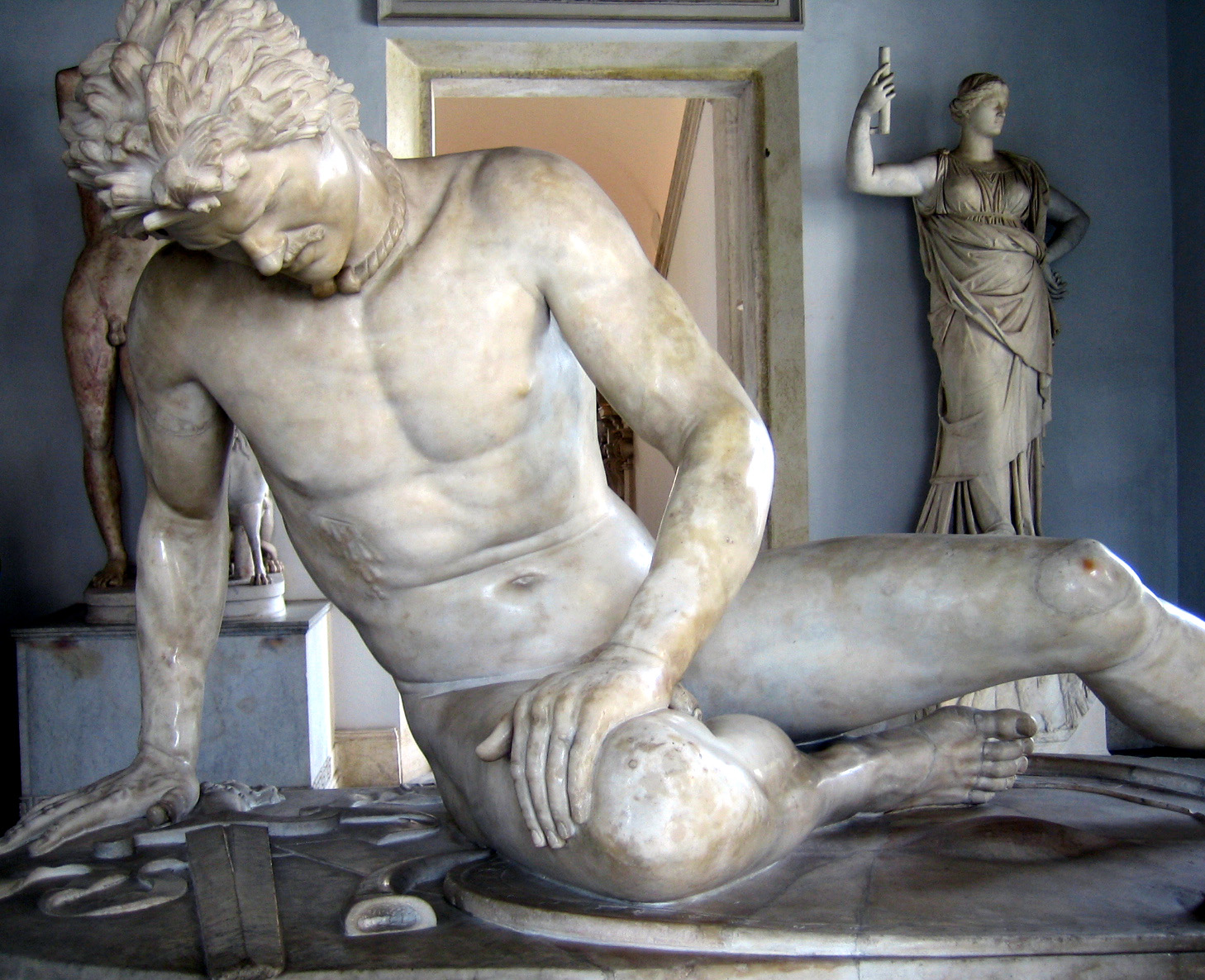
Galo moribundo, en ocasiones llamado Gálata moribundo, en el Museo Capitolino.
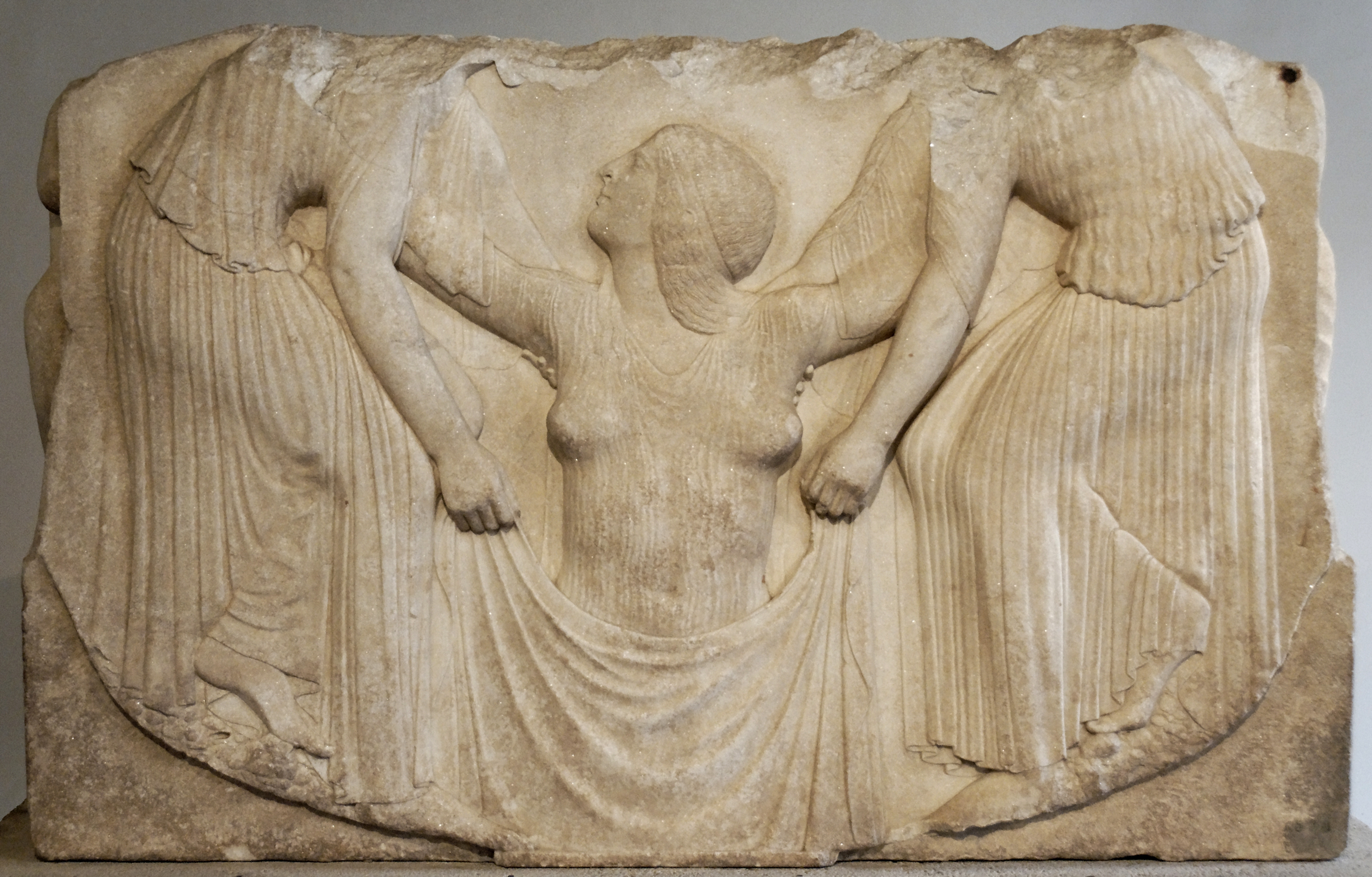
Trono Ludovisi (Palacio Altemps).